# Río Ljungan
El río Ljungan (en sueco: Ljungan o, en lenguaje cotidiano, Ljunganälven; en jamtlandico: Jångna or Aoa, del nórdico antiguo «Oghn, 'den förskräckliga'» [Oghn, el terrible]) es un río europeo que discurre por el norte de Suecia y desemboca en el golfo de Botnia. Tiene una longitud aproximada de 400 km y drena una cuenca de 12.851 km² (mayor que países como Gambia, Jamaica o Catar).

## Geografía

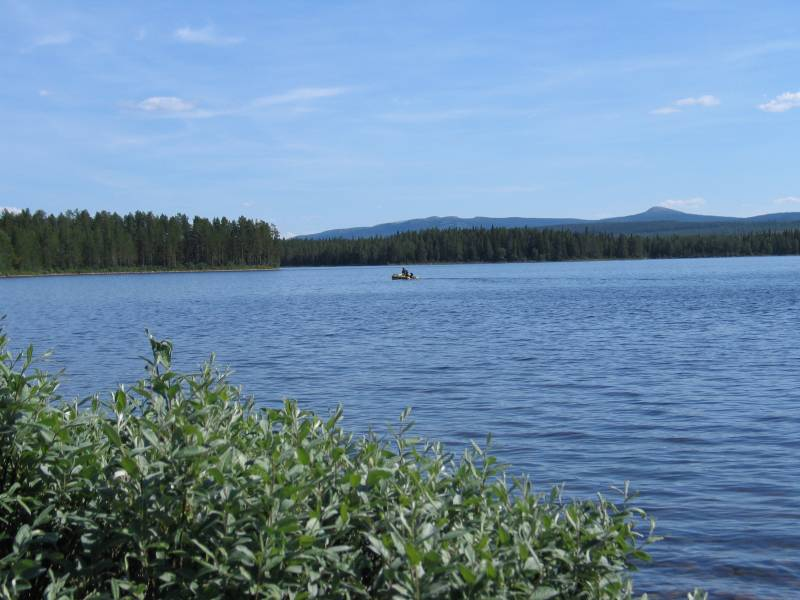
El lago Börtnen superior cerca de Börtnan (Jämtland).

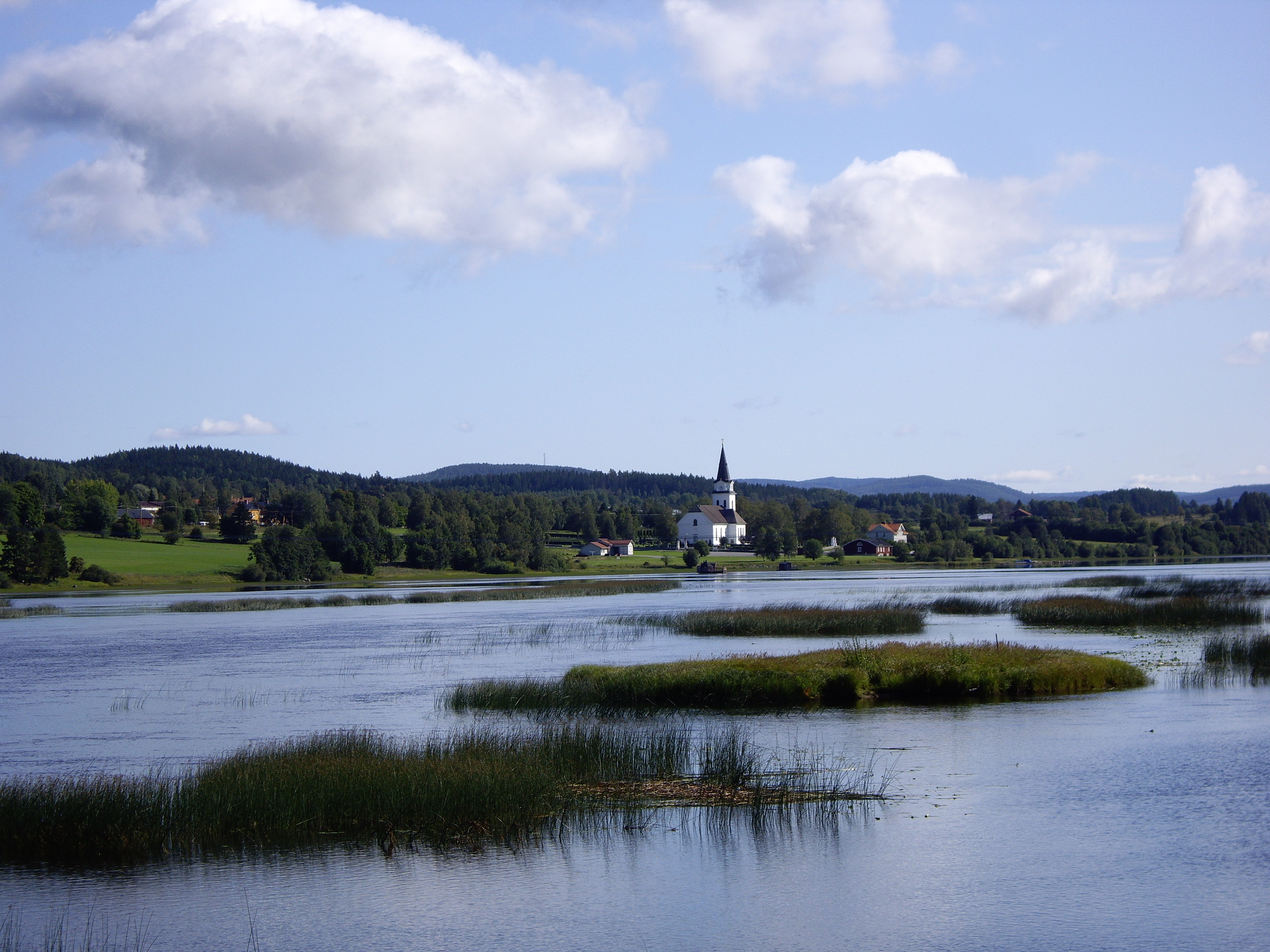
El río Ljungan a su paso por el lago frente a la iglesia de visto de Fränsta.

El río nace en el noroeste de la región histórica de Härjedalen, en la provincia de Jämtland, cerca de la frontera sueco-noruega, en los Alpes escandinavos, próximo al monte Helagsfjället (1.796 m), el punto más alto de Suecia al sur del círculo polar. Discurre en dirección oeste-suroeste, a través de la provincia de Jämtland. Luego entra en la provincia de Västernorrland y desagua en el golfo de Botnia, algo al sur de la ciudad de Sundsvall (49.339 hab. en 2005). Atraviesa las localidades de Ange (2.956 hab. en 2005), Matfors (3.239 hab. en 2005) y, casi en la desembocadura, Njurunda  (13.517 hab. en 2005). 
Su principal afluente es el río Gimån (80 km). Hay varias centrales hidroeléctricas a lo largo del río. 
El río recibió recientemente la atención de los medios por el descubrimiento del llamado virus Ljungan. 